# Kentucky Thoroughblades
Kentucky Thoroughblades byl profesionální americký klub ledního hokeje, který sídlil v Lexingtonu ve státě Kentucky. V letech 1996–2001 působil v profesionální soutěži American Hockey League. Thoroughblades ve své poslední sezóně v AHL skončily v osmifinále play-off. Své domácí zápasy odehrával v hale Rupp Arena s kapacitou 10 011 diváků. Klubové barvy byly zelená, světle fialová a bílá.
Zanikl v roce 2001 přestěhováním do Clevelandu, kde byl založen tým Cleveland Barons. Klub byl během své existence farmami celků NHL. Jmenovitě se jedná o San Jose Sharks, New York Islanders a Florida Panthers.

## Úspěchy
- Vítěz divize – 2× (1999/00, 2000/01)

## Umístění v jednotlivých sezonách
Stručný přehled
Zdroj: 
- 1996–2000: American Hockey League (Středoatlantická divize)
- 2000–2001: American Hockey League (Jižní divize)

Jednotlivé ročníky
Zdroj: 
Legenda: Z - zápasy, V - výhry, VP - výhry v prodloužení, R - remízy, P - porážky, PP - porážky v prodloužení, VG - vstřelené góly, OG - obdržené góly, +/- - rozdíl skóre, B - body, fialové podbarvení - reorganizace, změna skupiny či soutěže
| USA / Kanada (1996 – 2001) |                               |        |    |    |    |    |    |    |     |     |     |    |        |             |
| Sezóny                     | Liga                          | Úroveň | Z  | V  | VP | R  | PP | P  | VG  | OG  | +/- | B  | Pozice | Play-off    |
| 1996/97                    | AHL (Středoatlantická divize) | 2      | 76 | 36 | –  | 9  | 0  | 35 | 278 | 284 | -6  | 81 | 3.     | Osmifinále  |
| 1997/98                    | AHL (Středoatlantická divize) | 2      | 76 | 29 | –  | 9  | 3  | 37 | 241 | 278 | -37 | 70 | 3.     | Osmifinále  |
| 1998/99                    | AHL (Středoatlantická divize) | 2      | 76 | 44 | –  | 7  | 3  | 26 | 272 | 214 | +58 | 98 | 2.     | Čtvrtfinále |
| 1999/00                    | AHL (Středoatlantická divize) | 2      | 76 | 42 | –  | 9  | 4  | 25 | 250 | 211 | +39 | 97 | 1.     | Čtvrtfinále |
| 2000/01                    | AHL (Jižní divize)            | 2      | 76 | 42 | –  | 12 | 1  | 25 | 273 | 212 | +61 | 97 | 1.     | Osmifinále  |